# ASAN xidmət

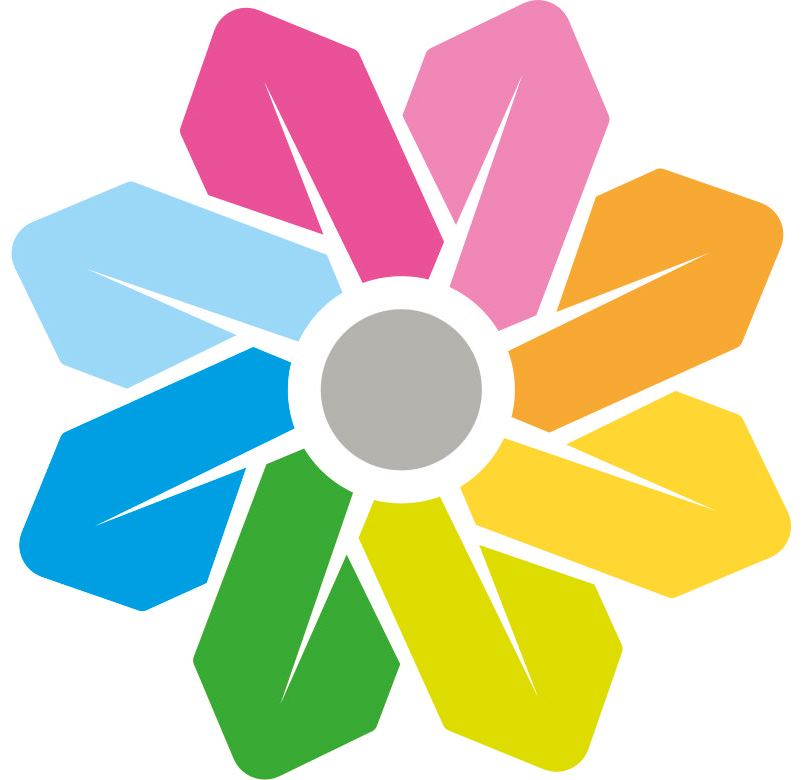
Logo von ASAN xidmət

ASAN xidmət (englisch Azerbaijani Service and Assessment Network ‚Aserbaidschanisches Service- und Bewertungsnetzwerk‘) ist eine staatliche One-Stop-Shop-Einrichtung des öffentlichen Dienstes in Aserbaidschan.
Der Vorsitzende ist Ülvi Mehdiyev. Auf Deutsch bedeutet aserbaidschanisch asan so viel wie „einfach“ oder „leicht“.

## Gründung
ASAN-Einrichtungen sind ein Teil der Staatsagentur für den öffentlichen Dienst und soziale Innovationen unter dem Präsidenten der Republik Aserbaidschan. Es gibt 13 ASAN-Einrichtungen in Aserbaidschan. In Baku stehen fünf ASAN-Zentren den Bürgern zur Verfügung.
Durch Erlass des Präsidenten der Republik vom 13. Juli 2012 wurde die staatliche Agentur für den öffentlichen Dienst und soziale Innovationen ins Leben gerufen.

## Ziele
Primärziel ist, die Zufriedenheit der Bürger mit dem öffentlichen Dienst sicherzustellen. Weitere Ziele sind, den Kampf gegen Missbrauchsfälle und Korruption im öffentlichen Dienst zu verbessern, staatliche Leistungen einheitlich, koordiniert und zeitnah den Bürgern in hoher Qualität durch Anwendung innovativer Herangehensweise zur Verfügung zu stellen und die öffentlichen Dienstleistungen in den Regionen zu verbessern.

## Dienstleistungen
ASAN xidmət bietet insgesamt 250 Dienstleistungen, davon 113 öffentliche Dienstleistungen, beispielsweise die Erteilung von Personalausweisen, Geburtsurkunden, Eheurkunden, die Verlängerung von Führerscheinen, Notarielle Beurkundungen, Grundstücksbeurkundungen, und Dienstleistungen für Migranten. Bürgeranfragen zu Dienstleistungen können über eine Telefonhotline, per Twitter oder Facebook eingereicht werden.